# Guioa melanopoda
Guioa melanopoda là một loài thực vật thuộc họ Sapindaceae. Đây là loài đặc hữu của Indonesia.